# Serge Maillat
Serge Maillat est un acteur français, il a été pensionnaire de la Comédie-Française de 1965 à 1972.

## Filmographie
- 1960 : Le Cercle vicieux
- 1972 : Électre de Jean Giraudoux, réalisation Pierre Dux (Comédie-Française)
- 1972-1973 : Les Rois maudits
- 1977 : D'Artagnan amoureux mini-série TV de Yannick Andréi : Aramis
- 1997 : La Nuit du destin d'Abdelkrim Bahloul
- 2000 : T'aime de Patrick Sébastien
- 2005 : Jaurès, naissance d'un géant
- 2005 : Les Rois maudits, y campant un personnage différent de celui de 1972 supra
- 2009 : L'École du pouvoir
- 2009 : Seconde Chance

## Théâtre
- 1958 : La Hobereaute de Jacques Audiberti, mise Jean Le Poulain, Théâtre du Vieux-Colombier
- 1959 : Cyrano de Bergerac d'Edmond Rostand, mise en scène Charles Gantillon, Jean Le Poulain, Théâtre des Célestins
- 1966 : Le Mariage forcé de Molière, mise en scène Jacques Charon, Comédie-Française
- 1966 : Le Cid  de Corneille, mise en scène Paul-Émile Deiber, Comédie-Française
- 1967 : Dom Juan de Molière, mise en scène Antoine Bourseiller, Comédie-Française
- 1968 : Ruy Blas de Victor Hugo, mise en scène Raymond Rouleau, Comédie-Française
- 1969 : Un imbécile de Luigi Pirandello, mise en scène François Chaumette, Comédie-Française
- 1969 : Polyeucte  de Corneille, mise en scène Michel Bernardy, Comédie-Française
- 1970 : Malatesta de Henry de Montherlant, mise en scène Pierre Dux, Comédie-Française
- 1970 : Le Songe d'August Strindberg, mise en scène Raymond Rouleau, Comédie-Française
- 1971 : Les Précieuses ridicules de Molière, mise en scène Jean-Louis Thamin, Comédie-Française
- 1971 : Ruy Blas de Victor Hugo, mise en scène Raymond Rouleau, Comédie-Française au Théâtre national de l'Odéon
- 1971 : Amorphe d'Ottenburg de Jean-Claude Grumberg, mise en scène Jean-Paul Roussillon, Comédie-Française au Théâtre national de l'Odéon
- 1971 : Un imbécile de Luigi Pirandello, mise en scène François Chaumette, Comédie-Française
- 1972 : Le Faiseur de Honoré de Balzac, mise en scène Pierre Franck, Théâtre Montansier, Théâtre des Célestins, tournée
- 1995 : Arsenic et vieilles dentelles de Joseph Kesselring, mise en scène Jacques Rosny,  Théâtre de la Madeleine